# Gerhard Wilczek (Heimatforscher)
Gerhard Wilczek (* 18. Dezember 1923 in Grottkau, Provinz Oberschlesien; † 19. Januar 2003 in Köln) war ein deutscher Politiker, Autor, Karnevalist und Hobbyhistoriker.

## Biographie

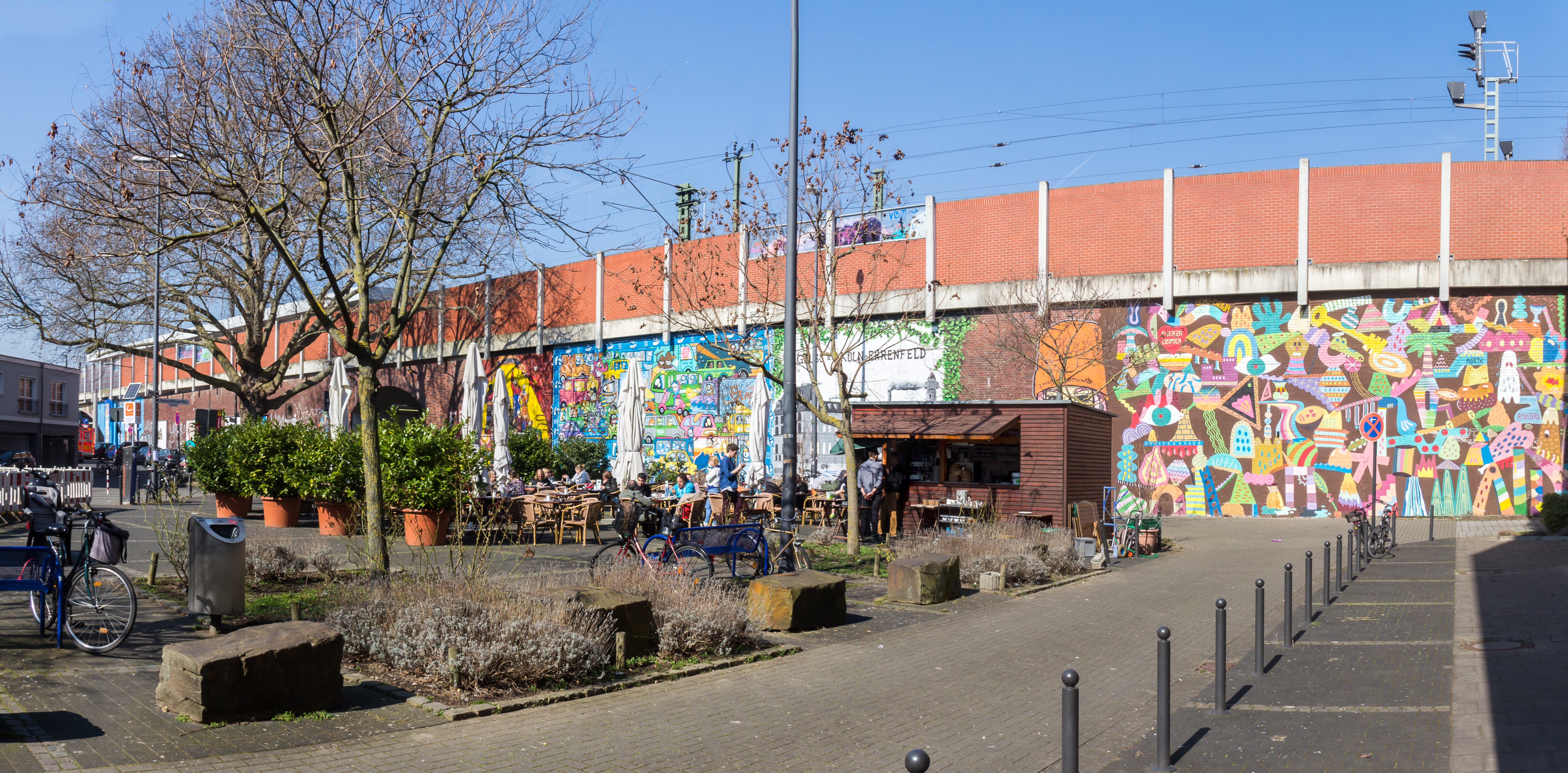
Gerhard-Wilczek-Platz in Köln-Ehrenfeld

Gerhard Wilczek wurde als drittes von sechs Kindern von Anna, geborene Seifert, und  Ziegeleiarbeiter Johann Wilczek geboren. Nach Ausbildung, Arbeits- und Wehrdienst – als Soldat wurde er in Russland schwer verletzt und verlor einen Arm – kam er 1949 nach Köln. 1947 heiratete er Charlotte, geborene Sinock; die Eheleute bekamen zwei Söhne (* 1952 und * 1957). Er wurde als Statistiker für das Wirtschaftswissenschaftliche Institut des DGB in Köln tätig. Nachdem er auf dem Alten Markt eine Rede des SPD-Vorsitzenden Kurt Schumacher gehört hatte, trat er dessen Partei bei.  Von 1956 bis 1975 saß er für die SPD im Rat der Stadt Köln und setzte sich für die Belange von Heimatvertriebenen und Flüchtlingen ein. Von 1975 bis 1987 war er Vorsitzender der Bürgervereinigung Ehrenfeld und engagierte sich in der Erforschung der Geschichte dieses Stadtteils. Darüber hinaus war er Vorstandsmitglied des Festkomitees Kölner Karneval.
Er engagierte sich aktiv für die Städtefreundschaft Kölns mit Breslau, baute die „Breslauer Sammlung Köln“ auf und war Mitglied in weiteren schlesischen Kulturgremien. Für die Erforschung der Beziehungen zwischen Köln, Schlesien und Breslau wurde ihm 1979 der Rheinlandtaler des Landschaftsverbandes Rheinland verliehen. Der damalige Oberbürgermeister von Köln, Theo Burauen, nannte ihn den „kölschesten Schlesier“.
Gerhard Wilczek erhielt viele weitere Auszeichnungen: So erhielt er am 25. Oktober 1977 das Bundesverdienstkreuz am Bande und 1989 für sein ehrenamtliches Engagement den Landesverdienstorden des Landes Nordrhein-Westfalen, zudem die lokalen Schmitz- und Kallendresser-Orden. Am 12. Februar 2007 wurde ein Platz in Ehrenfeld nach ihm benannt. Darüber hinaus wurde er mehrfach von Schlesier-Organisationen geehrt und war Ehrenmitglied zahlreicher Vereine und Verbände.

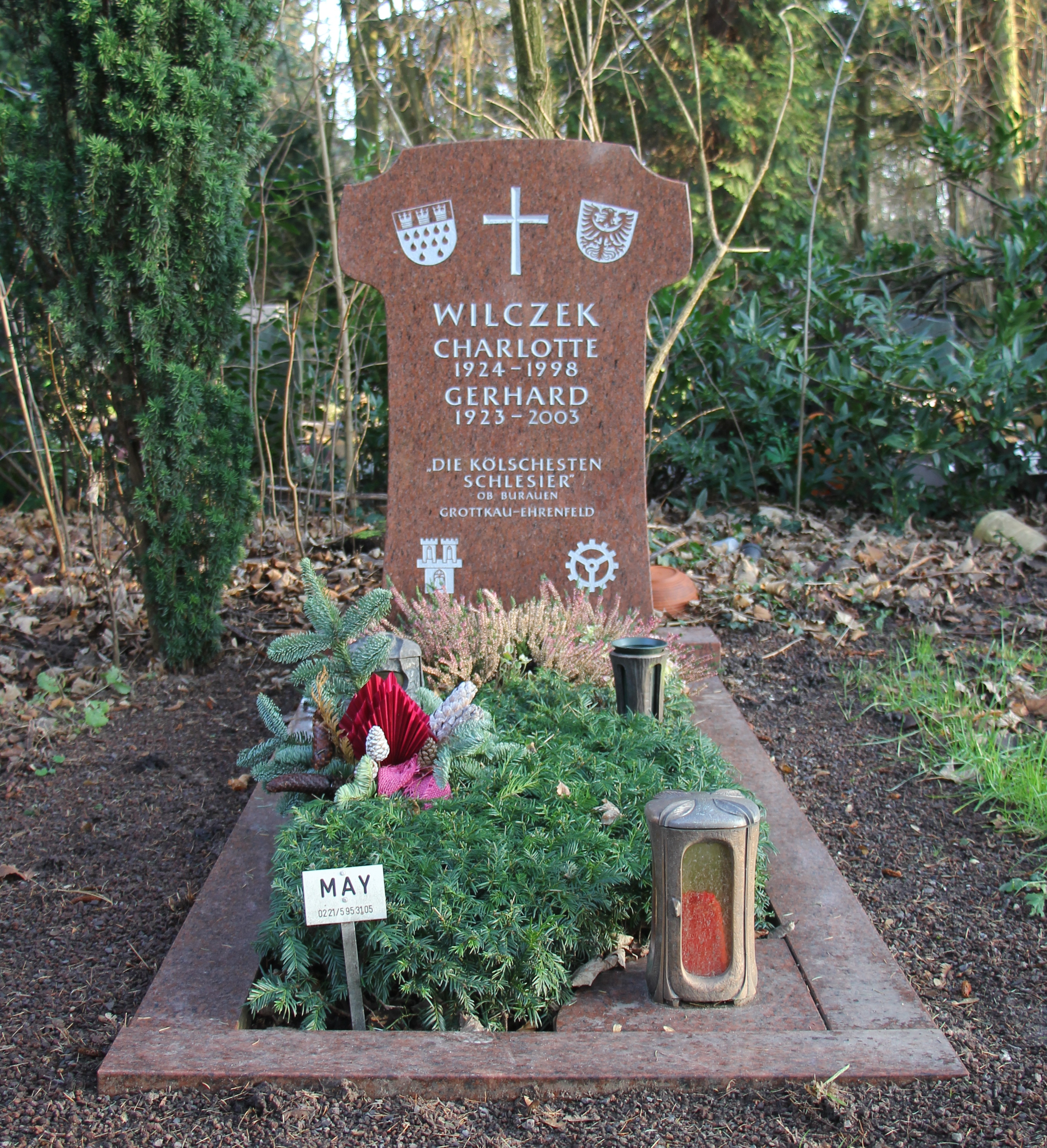
Grab der Eheleute Wilczek auf dem Westfriedhof in Köln

Gerhard Wilczek starb 2003 im Alter von 79 Jahren. Er liegt gemeinsam mit seiner Frau Charlotte auf dem Kölner Westfriedhof begraben (Lage 31:298).

## Publikationen
- Bundesvereinigung der Grottkauer (Hrsg.): Heimatbuch des Kreises Grottkau in Oberschlesien. Stadt Beckum, 1967.
- Ehrenfeld einst und jetzt. Selbstverlag, Köln 1967.
- Das Grottkau-Ottmachauer Land. Eine Reise in die alte Heimat. Selbstverlag, Köln 1970.
- Ehrenfeld in Bildern. Selbstverlag, Köln 1974.
- 30 Johr lang trecke Ihrefelder Jecke. Festschrift zur 30-Jahr-Feier des Köln-Ehrenfelder Dienstagszuges. 1953/54 – 1982/83. Köln 1982.
- Heimat Grottkau. Warendorf 1990.
- Pfarrgemeinderat der katholischen Kirchengemeinde Sankt Johannes (Hrsg.): Köln-Bocklemünd / Mengenich – 941–1991: 1050 Jahre St. Johannes vor dem Lat. Tore. Köln 1990.